# Szent Márton püspök templom (Balatonudvari)
A Szent Márton püspök templom a Veszprém vármegyei Balatonudvari római katolikus temploma a település központjában, a Veszprémi főegyházmegye alárendeltségében. A templom az aszófői plébánia fíliája, jelenleg az ellátását a tihanyi apátság biztosítja.

## Története

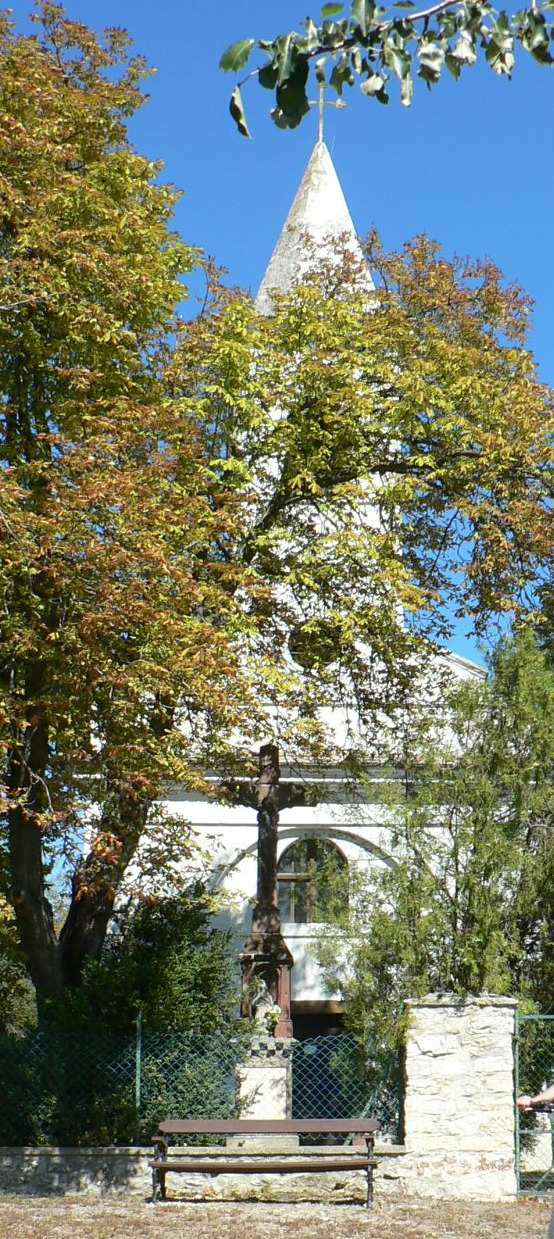

A Balaton északi partján fekvő kis település Szent Márton tiszteletére szentelt római katolikus temploma egyhajós, keletelt elhelyezésű, dongaboltozatos szentélyű építmény, melynek elődje már a középkorban is állt ugyanitt. Mai formáját 1840 körül nyerte el, amikor klasszicista stílusban építették át.

## Berendezése
A templom berendezésének egyik legértékesebb darabja az oltárkép, melyen Szent Mártonnak egy ritka ábrázolása látható, ahol az alkotó a püspököt imádkozó pozícióban ábrázolta, egy antik épület falára függesztett Szűz Mária kép előtt térdepelve, mellette szentségi jelképeivel – püspöki botjával, mitrájával, egy nyitott könyvvel és egy lúddal. Feltehető, hogy a festmény modellje Padányi Biró Márton veszprémi püspök volt, aki 1754-ben adományozta a festményt a reformátusoktól visszaszerzett templom számára. Az oltárkép másolata a Szentendrei Szabadtéri Néprajzi Múzeumban felépített katolikus kápolnában látható.